# (1047) Geisha
(1047) Geisha ist ein Asteroid des Hauptgürtels, der am 17. November 1924 vom deutschen Astronomen Karl Wilhelm Reinmuth entdeckt wurde, der am Observatorium auf dem Königstuhl bei Heidelberg tätig war.
Benannt ist der Asteroid nach den japanischen Unterhaltungskünstlerinnen, den Geishas.